# Siphonopidae
Die Siphonopidae sind eine Familie der Schleichenlurche (Gymnophiona), die in Südamerika vorkommt.

## Merkmale
Wie alle Schleichenlurche sind die Siphonopidae wurmartige Amphibien ohne Gliedmaßen und mit einem stark zurückgebildeten Schwanz. Die Siphonopidae sind die einzigen viviparen (lebendgebärenden) Schleichenlurche, die einen nicht perforierten Stapes (Gehörknöchelchen) besitzen und denen die innere Zahnreihe im Unterkiefer fehlt.
Phylogenetisch werden sie als diejenigen Schleichenlurche definiert, die näher mit Siphonops annulatus als mit Dermophis mexicanus oder Hypogeophis rostratus verwandt sind.

## Gattungen und Arten
Es gibt sechs Gattungen und 27 Arten:
- Gattung Brasilotyphlus
  - Brasilotyphlus braziliensis
  - Brasilotyphlus dubium
  - Brasilotyphlus guarantanus
- Gattung Luetkenotyphlus
  - Luetkenotyphlus brasiliensis
  - Luetkenotyphlus fredi
- Gattung Microcaecilia
  - Microcaecilia albiceps
  - Microcaecilia butantan[1]
  - Microcaecilia grandis
  - Microcaecilia iwokramae
  - Microcaecilia iyob
  - Microcaecilia marvaleewakeae
  - Microcaecilia rabei
  - Microcaecilia rochai
  - Microcaecilia savagei
  - Microcaecilia supernumeraria
  - Microcaecilia taylori
  - Microcaecilia trombetas
  - Microcaecilia unicolor
- Gattung Mimosiphonops
  - Mimosiphonops reinhardti
  - Mimosiphonops vermiculatus
- Gattung  Parvicaecilia
  - Parvicaecilia nicefori
  - Parvicaecilia pricei
- Gattung Siphonops (Typusgattung)
  - Ringelwühle (Siphonops annulatus)
  - Siphonops hardyi
  - Siphonops insulanus
  - Siphonops leucoderus
  - Siphonops paulensis

## Systematik
Innerhalb der Schleichenlurche sind die Siphonopidae die Schwestergruppe der Dermophiidae, beide Familien zusammen stehen in einem Schwestergruppenverhältnis zu den Grandisoniidae. (Siehe Schleichenlurche: Abschnitt Taxonomie)